# Pasquale Baccarini
Pasquale Baccarini (Faenza, 1858 – Firenze, 1919) è stato un botanico italiano.

## Biografia
Pasquale Baccarini, nato a Faenza nel 1858, si laureò in Scienze naturali a Napoli (1880); fu assistente prima all'Istituto Botanico di Pavia e poi in quello di Roma. In seguito tenne la cattedra di Botanica all'Università di Catania e, infine, in quella di Firenze. Autore di numerosi contributi che toccano un po'tutti i campi della botanica, fu apprezzato anche per la sua attività di insegnante e di organizzatore. Socio della Società Botanica Italiana, della quale fu presidente dal 1908 al 1911, fu nominato direttore dell'Istituto Botanico e dell'Erbario centrale di Firenze, di cui curò il riordino; in quel periodo, e per suo interessamento, la biblioteca dell'Istituto fu dotata di un catalogo alfabetico per autore e di uno a soggetto. Insieme con Romualdo Pirotta, che lo aveva fondato, promosse e curò il trasferimento da Roma a Firenze dell'Erbario coloniale, che assunse in seguito l'attuale denominazione di Erbario tropicale. Fra i suoi circa 130 lavori si segnalano in particolare quelli sull'anatomia delle leguminose, sulla flora irpina e siciliana, sulla micologia dell'Italia e dell'Africa e i numerosi contributi di patologia vegetale.
Il 15 maggio 1910 divenne socio dell'Accademia delle scienze di Torino.

## Archivio
L'archivio di Pasquale Baccarini  è conservato presso la Biblioteca di Scienze dell'Università degli Studi di Firenze.  Nel 1948 il figlio di Baccarini perfezionava la donazione della biblioteca del padre, con l'invio di alcune pubblicazioni paterne e di tutto il suo carteggio, già a suo tempo consegnata all'Istituto di Botanica. La documentazione conservata è costituita dalla corrispondenza e da manoscritti di lavori editi, appunti vari, raccolta di dati tecnici, quaderni, disegni e diari di laboratorio, verbali delle adunanze del Comitato Ordinatore del Secondo Congresso della Società Italiana per il Progresso delle Scienze, testi di conferenze, lezioni, discorsi: Registri delle lezioni di botanica presso la Facoltà di Scienze Naturali dell'Università di Firenze, lezioni di Botanica e disegni (oltre ai testi delle lezioni, disegni, temi di studio, prospetti delle lezioni - anni accademici 1893/94 e 1895/96.
| Bacc. è l'abbreviazione standard utilizzata per le piante descritte da Pasquale Baccarini. Consulta l'elenco delle piante assegnate a questo autore dall'IPNI. |